# Dežerice
Dežerice (in ungherese: Dezsér) è un comune della Slovacchia facente parte del distretto di Bánovce nad Bebravou, nella regione di Trenčín.